# Asia Optical
Asia Optical Co., Inc. — тайваньская компания, являющаяся ODM/OEM производителем оптической продукции (цифровые фотоаппараты, объективы, телескопы, бинокли, камеры для сотовых телефонов, компоненты для волоконно-оптических линий связи и т.п.).
Заказчиками Asia Optical в разные годы были Ricoh, Konica, Sony, Sharp, Olympus, Nikon, Pentax и другие.

## История
Компания основана в октябре 1981 года.
В 1997 году компания начала производить цифровые фотоаппараты.
В 2000 году компания зарегистрирована на тайваньской фондовой бирже.